# Great and Little Broughton
Great and Little Broughton – civil parish w Anglii, w North Yorkshire, w dystrykcie (unitary authority) North Yorkshire. W 2011 civil parish liczyła 990 mieszkańców.